# 四川大学
四川大学（しせんだいがく、英語: Sichuan University）は、中国四川省成都市に本部を置く中国の国立大学。1896年創立、1902年大学設置。

キャンパスは錦江に近く、数学と文学に秀でている。
大学の略称は川大。中国の副部級大学の一つとして、2014年時点では、学校の面積は470ヘクタール、建築面積は254万平方メートル、教職員5049人。大学には複数の国家重点実験室もある。985工程、211工程、双一流の成員校として、国家重点大学である。

## 略歴
- 1896年、四川大学の起源となる四川中西学堂を四川総督・鹿伝霖が設立[2]
- 1916年、四川師範学堂と四川大学堂を合併し、国立成都高等師範学校として設立される。六大学区に対応する六大国立高等師範学校の一つとなる。[3]
- 1931年、国立成都師範大学・国立成都大学・公立四川大学を統合、国立四川大学と改称し、国民政府に承認された13校の国立大学の一つとなる。[3]

- 1994年、四川大学と成都科技大学を併合し、新制の四川聯合大学となる[2]

- 1998年、校名が「四川大学」と戻る[2]

- 2000年、華西医科大学を吸収合併する[2]

## 基礎データ

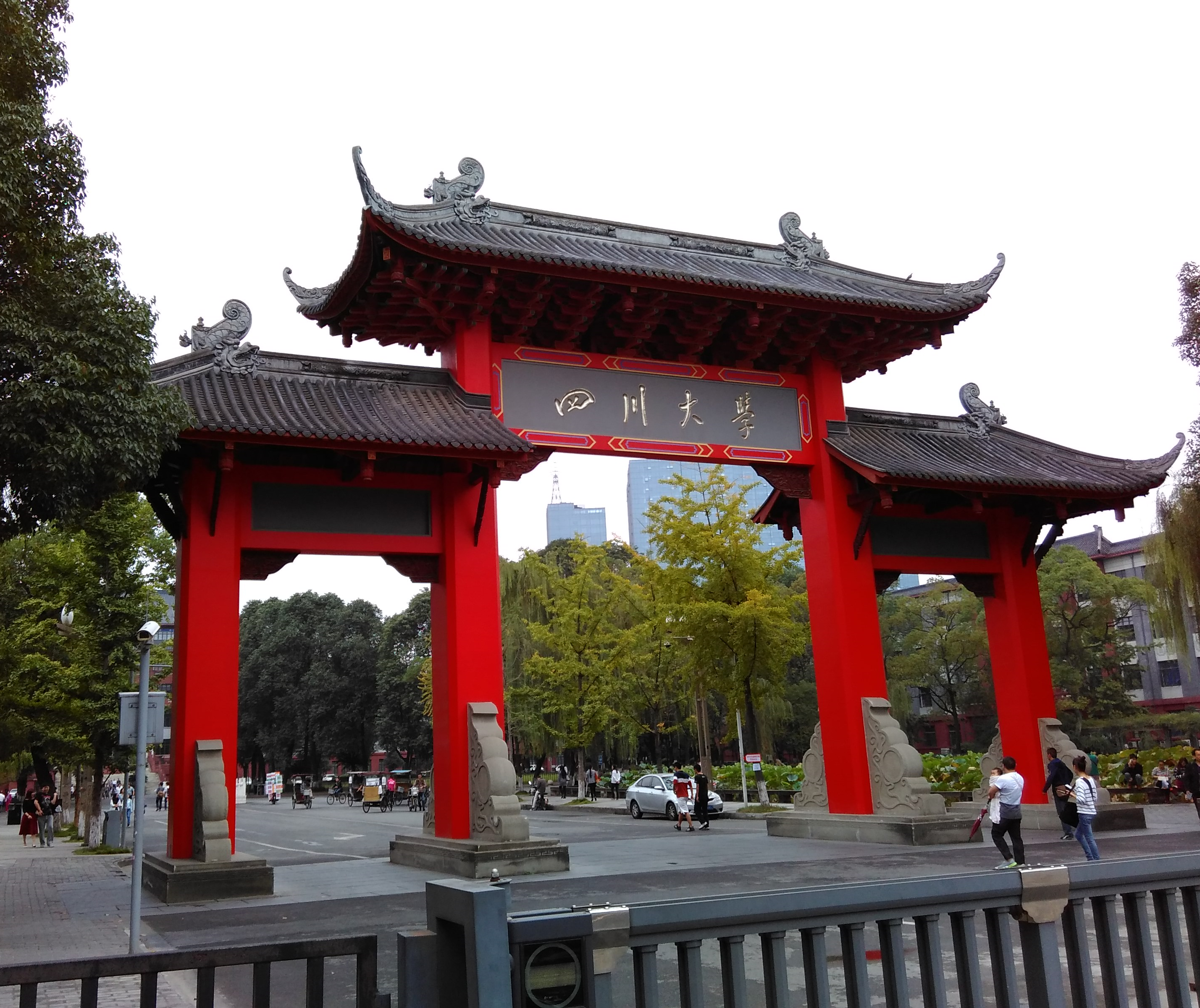
四川大学旧校門

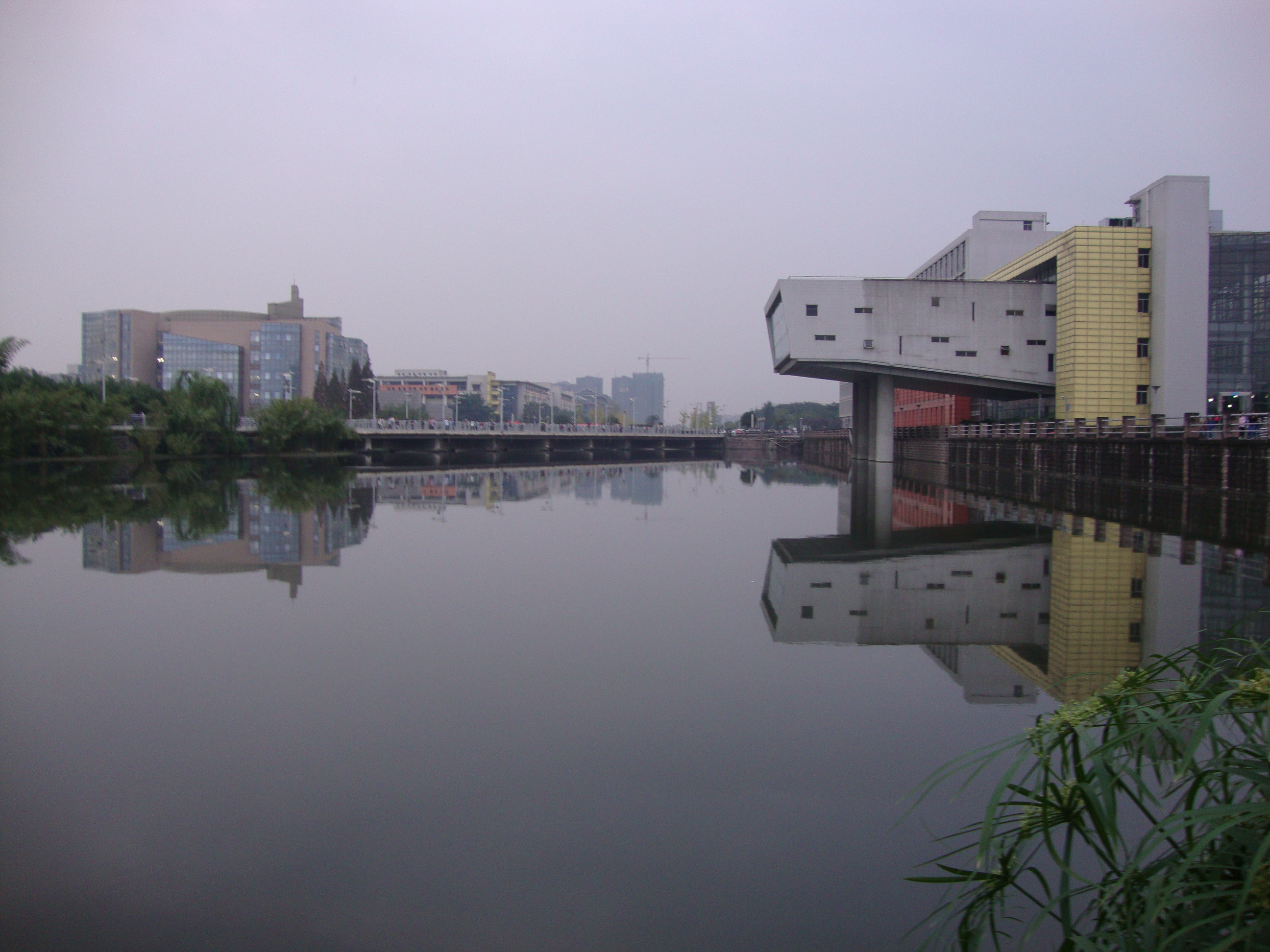
四川大学江安校区

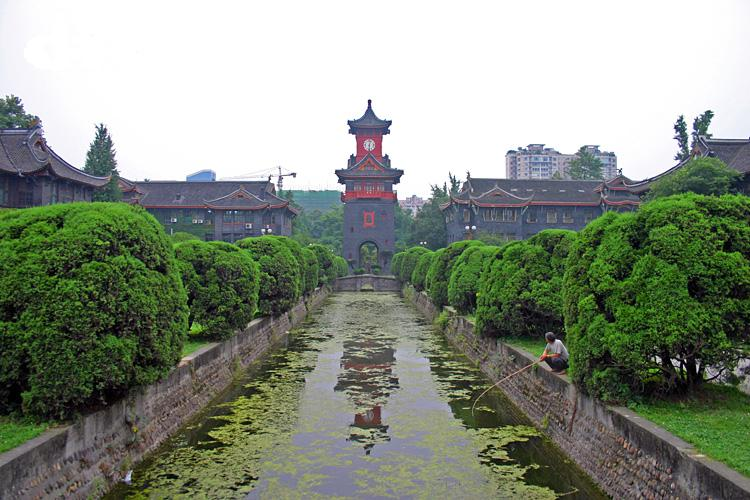
華西医学院

- 所在地
  - 望江校区：一環路南一段24号
  - 華西校区：人民南路三段17号
  - 江安校区：双流區川大路二段2号

- 校訓
  - 「海納百川、有容乃大」

- 校歌
  - 「四川大学校歌」。張瀾作詞。

## 組織
「学院」も「系」も日本の大学の学部にほぼ相当する。「学部」は「学院」と「系」の上の編成で、実体はなく、日本の「学部」とは位置付けが異なっている。妙訳がないのでそのまま記す。

### 文
- 文学と新聞学院
- 歴史文化学院
- 経済学院
- 法学院
- 商学院
- 公共管理学院
- 外国語学院
- 芸術学院
- マルクス主義学院学院

### 理
- 数学学院
- 物理科学と技術学院
- 化学学院
- 生命科学学院

### 工
- 水利水電学院
- 高分子科学と工程学院
- 計算機学院
- 軟件学院
- 電気信息学院
- 材料科学と工程学院
- 電子信息学院
- 建築と環境学院
- 製造科学と工程学院
- 化学工程学院
- 軽紡と食品学院

### 医
- 華西基礎医学と法医学院
- 華西口腔医学院
- 華西臨床医学院
- 華西公共衛生学院
- 華西薬学院

## 附属機関

### 附属医院
- 四川大学華西口腔医院
- 華西医院
- 華西第二医院
- 華西第四医院

### 附属学院
- 四川大学錦城学院
- 四川大学錦江学院

### 附属図書館
- 四川大学図書館·理工科図書館·文科図書館 - 蔵書数は全館合計で約642万冊

## 学科ランキング
2012年度の「中華人民共和国教育部学科評価」により、中国国内において特に強みを持つ研究分野は以下である。
| 中国国内の順位 | 専攻分野   |
| -------------- | ---------- |
| 1              | 口腔医学   |
| 2              | 介護学     |
| 9              | 数学       |
| 5              | 新聞傳播学 |
| 6              | 水利工程   |

## 大学の人物一覧

### 教授
- 学長：李言榮
- 党委書記：王建国
- 教師：
  - 中国科学院：徐僖（物故）、朱清時、劉応明、侯朝煥、趙爾宓（物故）、魏于全、李安民、涂銘旌（物故）、馮小明
  - 中国工程院: 涂銘旌（物故）、高潔、林祥棣、謝和平、周寿桓、張興棟、石碧
- 外籍教師：張慕聖、藤井明[5]、木田建次[5]

### 歴任学長
| 年         | 名字   | 注 |
| ---------- | ------ | -- |
| 1896－1897 | 何維棣 |    |
| 1897－1898 | 王榮懋 |    |
| 1899－1900 | 谷綺齡 |    |
| 1901       | 李尚崑 |    |
| 1902       | 蔡德耀 |    |
| 1902       | 袁凱   |    |
| 1902－1909 | 胡峻   |    |
| 1909－1912 | 周翔   |    |
| 1912－1916 | 駱成驤 |    |
| 1916－1918 | 周翔   |    |
| 1918－1919 | 楊若笠 |    |
| 1919－1922 | 賀孝齊 |    |
| 1922－1924 | 呉玉章 |    |
| 1924－1925 | 付振烈 |    |
| 1925－1926 | 蔡錫保 |    |
| 1926－1931 | 張瀾   |    |
| 1932－1935 | 王兆榮 |    |
| 1935－1937 | 任鴻雋 |    |
| 1937－1938 | 張頤   |    |
| 1938－1943 | 程天放 |    |
| 1943－1949 | 黄季陸 |    |
| 1950－1952 | 謝文炳 |    |
| 1952－1953 | 周太玄 |    |
| 1953－1958 | 彭迪先 |    |
| 1958－1962 | 戴伯行 |    |
| 1962－1977 | 温建平 |    |
| 1978－1981 | 康乃爾 |    |
| 1981－1984 | 柯召   |    |
| 1984－1989 | 鄢国森 |    |
| 1989－1994 | 林理彬 |    |
| 1994－1997 | 陳君楷 |    |
| 1997－2003 | 盧鐵城 |    |
| 2003－2017 | 謝和平 |    |
| 2017-      | 李言榮 |    |

### 卒業生
- 宋永華：皇家工程院院士
- 盧欣欣：オックスフォード大学教授
- 何明躍：ケンブリッジ大学研究員
- 王小勤：ジョンズ・ホプキンス大学教授
- 鄭詣先：ジョンズ・ホプキンス大学研究員
- 張曙光：マサチューセッツ工科研究員
- 李其康：マサチューセッツ工科研究員
- 朱正亜：マサチューセッツ工科研究員
- 陳正一：ハーバード大学教授
- 程震：スタンフォード大学教授
- 孫守恒：ブラウン大学教授
- 阮勇斌：ミシガン大学教授
- 張躍宏：プリンストン大学教授
- 馮軍：カリフォルニア大学バークレー校教授
- 戴秉国：政治家
- 陳昌智：全国人大常委会副委員長、民建中央主席
- 韓天石：元中央紀委書記
- 楊析綜：元中共河南省委書記、原四川省省長
- 王鴻挙：元重慶市市長
- 王懐安：元最高人民法院副院長
- 黄小祥：四川省副省長
- 張曉蘭：甘粛省副省長、中共甘粛省委常委、省紀委書記
- 蒋先進：元公安部副部長兼政治部主任、中国人民公安大学校長
- 李濱生：全国總工会書記處書記
- 宮蒲光：民政部副部長
- 流沙河：詩人、作家
- 冉雲飛：作家
- 韓三平：監督
- 王小丫：中国中央電視台主持人
- 戴思傑：監督
- 劉儀偉：上海東方衛視主持人
- 張靚穎：女歌手

## 書籍
- 『儒蔵』、郭斉、舒大剛主編
- 『全宋文』、曾棗庄、劉琳主編
- 『中国道教思想史』、卿希泰、詹石窓、郭武、蓋建民、張沢洪主編
- 『唐代白話詩派研究』、項楚、張子開、譚偉、何剣平主編
- 『中国中古維摩詰信仰研究』、何剣平主編

## 対外関係
2014現在、全部で32余国216大学機関と交流協定を結んでいる。
- アメリカ合衆国
  - University of Connecticut
  - テネシー大学
  - Eastern New Mexico University
  - University of Arkansas at Little Rock
  - コロラド大学ボルダー校
  - カリフォルニア大学ロサンゼルス校
  - Purdue University Calumet
  - ペンシルベニア州立インディアナ大学
  - ニューヨーク市立大学クイーンズ校
  - アリゾナ州立大学
  - ミシガン州立大学
  - ケント州立大学
  - ユタ大学
  - サンディエゴ州立大学
  - ニューヨーク州立大学
  - ワシントン大学 (ワシントン州)
- カナダ
  - University of Prince Edward Island
  - オタワ大学 (カナダ)
  - ヨーク大学 (カナダ)
- オーストラリア
  - モナシュ大学
- シンガポール
  - シンガポール国立大学
- 韓国
  - 建国大学校
  - 中央大学校
  - 又松大学校
  - 慶尚大学校
  - 嶺南大学校
  - 東国大学校
- イギリス
  - ニューカッスル大学 (イングランド)
  - ノッティンガム大学
  - University of Strathclyde
  - サウサンプトン大学
  - Loughborough University
  - ブラッドフォード大学
- フランス
  - パリ第10大学
- ドイツ
  - Technische Universität Ilmenau
  - ミュンヘン工科大学
- 香港（中国香港）
  - 香港理工大学

### 日本における協定校
- 北海道大学
- 北海道教育大学
- 早稲田大学
- 金沢大学
- 同志社大学
- 関西学院大学
- 大阪国際大学
- 徳島大学
- 愛媛大学
- 熊本大学